# Козлиничи (Ковельский район)
Козли́ничи (укр. Козлиничі) — село в Поворской сельской общине Ковельского района Волынской области Украины.
Код КОАТУУ — 0722183201. Население по переписи 2001 года составляет 506 человек. Почтовый индекс — 45045. Телефонный код — 3352. Занимает площадь 2,68 км².